# Carta Blanca
Carta Blanca Sp. z o.o. – polskie wydawnictwo z siedzibą w Warszawie, wchodzące w skład Grupy Wydawniczej PWN.

## Historia wydawnictwa
Carta Blanca została założona w 2000 jako przedsiębiorstwo świadczące usługi dla innych wydawnictw. Działalność wydawniczą rozpoczęła w 2004.
W październiku 2006 pakiet kontrolny wydawnictwa nabyła Grupa Wydawnicza PWN. Carta Blanca jest pierwszym wydawnictwem turystycznym w strukturach PWN.
Prezesem zarządu jest Jacek Sztolcman, a dyrektorem finansowym (z ramienia Wydawnictwa Szkolnego PWN) – Piotr Ostaszewski.
10 września 2007 wydawnictwo Carta Blanca i Wydawnictwo Kartograficzne Kompas – wydawca map i atlasów samochodowych – zawarły umowę o przeniesieniu autorskich praw majątkowych przysługujących Wydawnictwu Kompas na rzecz Carta Blanca. Carta Blanca nabyła także prawa do nazwy, znaku graficznego i domeny internetowej Kompasu. Transakcja objęła pełną ofertę Kompasu, a Carta Blanca kontynuuje jej wydawanie i przy współpracy z obecnym zespołem Kompasu, rozbudowuje ofertę.
Carta Blanca zajmuje się głównie wydawaniem:
- nawigatorów turystycznych,
- przewodników turystycznych,
- albumów,
- atlasów,
- mini atlasów,
- map,

## Działalność wydawnicza
Ważniejsze pozycje wydawnicze wydane przez Carta Blanca:
- Czarnogóra i Słowenia. Nawigator turystyczny
- Czechy i północna Austria. Nawigator turystyczny
- Kraków i Wieliczka. Nawigator turystyczny
- Litwa i obwód królewiecki. Nawigator turystyczny
- Okolice Warszawy. Nawigator turystyczny
- Polska. Nawigator kulinarny
- Polska. Nawigator Turystyczny
- Słowacja. Nawigator turystyczny
- Warszawa. Nawigator turystyczny
- Fortyfikacje. Przewodnik. Jarosław Chorzępa
- Koleje. Przewodnik tematyczny
- Polska – najpiękniejsze miejsca
- Polska jest OK!, czyli dokąd pojechać z dzieckiem
- Warszawa jest OK! Przewodnik dla ciekawskich
- Znasz taki Kraków?
- FORTYFIKACJE album
- Fortyfikacje. Album z serii Nowy Wymiar
- KOLEJE album
- Koleje. Album z serii Nowy Wymiar
- Krajobrazy. Między piaskiem a lodem
- NIEBO album
- POLSKA GINĄCA album
- Polska ginąca. Album z serii Nowy Wymiar
- Atlas Samochodowy Polski 2008 1:500 000/1:250 000
- Atlas Samochodowy Polski 2008/09 1:250 000
- Atlas zabytków Polski – oprawa miękka
- Ilustrowany Atlas Świata
- Poland Tourist Atlas
- Polen Touristischer Atlas
- Rowerowy Atlas Okolic Warszawy
- Turystyczny atlas Austrii i Słowenii oraz okolic Wenecji i Monaco
- Turystyczny atlas Chorwacji oraz Słowenii i okolic Wenecji
- Turystyczny atlas Czech i Słowacji oraz płn. Austrii i Węgier
- Turystyczny atlas Litwy i obwodu kaliningradzkiego oraz Warmii
- Turystyczny Atlas Polski 1:500 000
- Turystyczny atlas Węgier i Słowacji oraz okolic Wiednia
- WARSZAWA. Atlas. Informator
- Ikony i cerkwie. Tajemnice łemkowskich świątyń